# Christine Buchholz

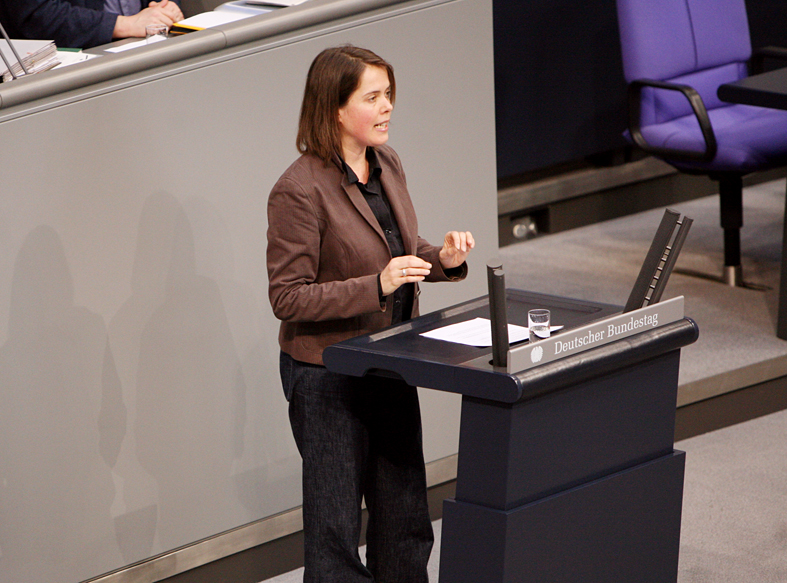
Christine Buchholz en el Bundestag, 2010.

Christine Buchholz (2 de abril de 1971, Hamburgo) es una política alemana del partido político Die Linke elegida en 2009 como miembro del Bundestag.

## Biografía
Desde los primeros años 90 participó en el activisimo antifascista. Militó en la organización trotskista Linksruck. Participó activamente en los movimientos antiglobalización, militando en ATTAC.
A través de su participación en Linskruck llegó a WASG. Es elegida para su ejecutiva nacional en marzo de 2007. A partir de la unificación del 16 de junio de 2007 se convirtió en miembro del comité ejecutivo de Die Linke.
En el Bundestag se opone a la política de austeridad, al Mecanismo Europeo de Estabilidad y al Pacto Fiscal Europeo.